# 双曲線

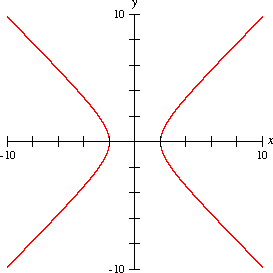
双曲線

双曲線（そうきょくせん、英: hyperbola）とは、2次元ユークリッド空間 ℝ2 上で定義され、ある2点 F, F' からの距離の「差が一定」であるような曲線の総称である。
この2点 F, F' は焦点と呼ばれる。2点 F, F' を通る直線と2点 F, F' の垂直二等分線は主軸と呼ばれる。

## 双曲線の方程式

### 一般形
2次元直交座標系において、双曲線の2焦点の座標をそれぞれ {\displaystyle (a,b)}, {\displaystyle (c,d)}、焦点からの距離の差の絶対値を {\displaystyle k} とする。このとき双曲線の方程式は、次のように表される。これを一般形という。
{\displaystyle \left|{\sqrt {(x-a)^{2}+(y-b)^{2}}}-{\sqrt {(x-c)^{2}+(y-d)^{2}}}\,\right|=k}
この方程式は、うまく式変形することにより、必ず
{\displaystyle Ax^{2}+Bxy+Cy^{2}+Dx+Ey+F=0}　　（ただし {\displaystyle A,B,C,D,E,F} は実数）
という形に表すことができる。証明は以下の通り。

### 標準形
| 標準形 | {\displaystyle {\frac {x^{2}}{a^{2}}}-{\frac {y^{2}}{b^{2}}}=1} | {\displaystyle {\frac {x^{2}}{a^{2}}}-{\frac {y^{2}}{b^{2}}}=-1} |
| 漸近線 | {\displaystyle {\frac {x}{a}}\pm {\frac {y}{b}}=0}              | {\displaystyle {\frac {x}{a}}\pm {\frac {y}{b}}=0}               |
| 焦点   | {\displaystyle (\pm {\sqrt {a^{2}+b^{2}}},0)}                   | {\displaystyle (0,\pm {\sqrt {a^{2}+b^{2}}})}                    |
| 頂点   | {\displaystyle (\pm {a},0)}                                     | {\displaystyle (0,\pm {b})}                                      |
| 準線   | {\displaystyle x=\pm {\frac {a^{2}}{\sqrt {a^{2}+b^{2}}}}}      | {\displaystyle y=\pm {\frac {b^{2}}{\sqrt {a^{2}+b^{2}}}}}       |
| 離心率 | {\displaystyle e={\frac {\sqrt {a^{2}+b^{2}}}{a}}}              | {\displaystyle e={\frac {\sqrt {a^{2}+b^{2}}}{b}}}               |

双曲線は、主軸を座標軸とする直角座標系において、次の方程式により表すことができる。これを標準形という。
{\displaystyle {\frac {x^{2}}{a^{2}}}-{\frac {y^{2}}{b^{2}}}=1} (*)
この場合、焦点の座標は
{\displaystyle F(-{\sqrt {a^{2}+b^{2}}},0)\ ,\ F'(+{\sqrt {a^{2}+b^{2}}},0)}
と書ける。このとき、2焦点 F, F' から双曲線上の点 P への距離の差 |PF − PF'| は 2a となる。原点を双曲線の中心といい、2点(±a, 0) を双曲線の頂点という。
双曲線上の点 P と焦点 F との距離 PF と点 P から準線 {\displaystyle x={\tfrac {a^{2}}{\sqrt {a^{2}+b^{2}}}}} までの距離の比は一定であり、比の値は離心率 {\displaystyle e={\tfrac {\sqrt {a^{2}+b^{2}}}{a}}} に等しい。
また、双曲線には2つの漸近線が存在しており、漸近線の方程式は
{\displaystyle {\frac {x}{a}}+{\frac {y}{b}}=0\ ,\ {\frac {x}{a}}-{\frac {y}{b}}=0}
である。
特に、漸近線が直交している、すなわち a = b であるとき、この双曲線を特に直角双曲線という。
反比例のグラフ xy = C も双曲線の一種である。これは、直角双曲線：x2 − y2 = 2C を原点の回りに 45° = π/4 だけ回転させた双曲線に等しい。

### 媒介変数表示
双曲線は、双曲線関数を用いて媒介変数表示することができる。
{\displaystyle {\begin{cases}x=\pm a\cosh t\\y=b\sinh t\end{cases}}}
また双曲線から左側の頂点 (−a, 0) を除けば有理関数を用いて媒介変数表示することもできる。
{\displaystyle {\begin{cases}x=a{\frac {1+t^{2}}{1-t^{2}}}\\y=b{\frac {2t}{1-t^{2}}}\end{cases}}}
ただし t ≠ ±1 とする。右側の連結成分は −1 < t < 1 に、左下の連結成分は t > 1 に、左上の連結成分は t < −1 に対応する。これは二点 (−a, 0) と (0, tb) を通る直線 ay = tb(x + a) と双曲線との交点のひとつとして得られる。

## 円錐曲線としての双曲線

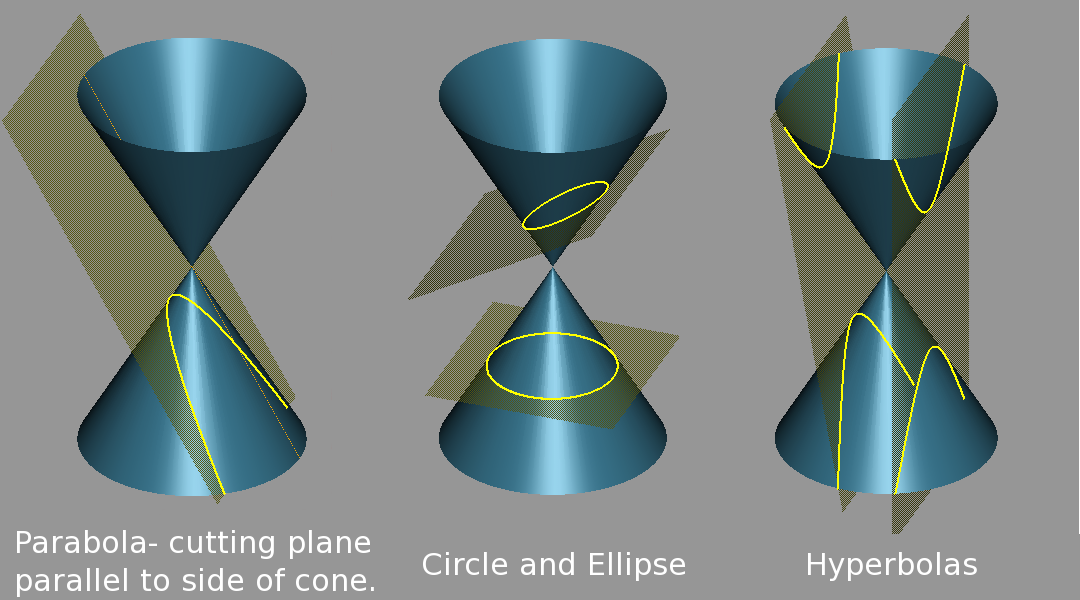
円錐切断面の4つのタイプ (放物線、楕円、円、双曲線)

双曲線は、直円錐を直円錐の頂点を通らず、上下両方の直円錐に交わる平面で切断したときの、切断面の境界である。
離心率が e であるような円錐曲線を Ce とする。このとき、e ＞ 1 であれば、 Ce は双曲線となる。この円錐曲線を適当に直交変換することにより、準線が x = −f , 焦点の一つが F(f, 0) となったとする。双曲線の任意の点 P(x, y) に対し、方程式
{\displaystyle e(x-f)=\mathrm {PF} }
が成立するが、{\displaystyle \mathrm {PF} ={\sqrt {(x-f)^{2}+y^{2}}}} となるから、上方程式の両辺を2乗して移項整理することにより、
{\displaystyle x^{2}+2\left({\frac {e^{2}+1}{e^{2}-1}}\right)fx-{\frac {y^{2}}{e^{2}-1}}=-f^{2}}
さらに x に関して平方完成させることにより、
{\displaystyle \left(x+\left({\frac {e^{2}+1}{e^{2}-1}}\right)f\right)^{2}-{\frac {y^{2}}{e^{2}-1}}=\left({\frac {2e}{e^{2}-1}}f\right)^{2}}
これが、円錐曲線としての双曲線の基本形である。さらに平行移動：{\displaystyle X=x+{\frac {e^{2}+1}{e^{2}-1}}f} , Y = y を行って適当に整理することによって、(*) の形になる。